# Prémios Globo de Ouro de 2020

Prémios Globo de Ouro de 2020

 5 de janeiro de 2020
Filme - Drama:
1917
Filme - Comédia ou Musical:
Once Upon a Time in Hollywood
Série de televisão – Drama:
Succession
Série de televisão – Comédia ou Musical:
Fleabag
Minissérie ou Filme para televisão:
Chernobyl
Prémio Cecil B. DeMille:
Tom Hanks

Prémio Carol Burnett:
Ellen DeGeneres
Prémios Globo de Ouro 

← 2019  ·  2021 →
Os Prémios Globo de Ouro de 2020 (no original em inglês 77th Golden Globe Awards) honraram os melhores profissionais de cinema e televisão, filmes e programas televisivos de 2019. Os candidatos nas diversas categorias foram escolhidos pela Associação de Imprensa Estrangeira de Hollywood (AIEH) e os nomeados anunciados a 9 de dezembro de 2019.
A cerimónia de entrega dos prémios foi televisionada e transmitida ao vivo nos Estados Unidos pela NBC no dia 5 de janeiro de 2020 a partir das 8h00 ETZ. O evento ocorreu no hotel Beverly Hilton na cidade de Beverly Hills e a produção realizada pela Dick Clark Productions em conjunto com a AIEH. O anfitrião foi Ricky Gervais pela 5.ª vez.

## Vencedores e nomeados
Lista dos nomeados e vencedores (em negrito) na 77.ª edição dos Prémios Globo de Ouro:

### Cinema
| Melhor Filme | Melhor Filme |
| Drama | Comédia ou Musical |
| --- | --- |
| - 1917 - The Irishman - Joker - Marriage Story - The Two Popes | - Once Upon a Time in Hollywood - Dolemite Is My Name - Jojo Rabbit - Knives Out - Rocketman |
| Melhor atuação em filme de drama | |
| Ator | Atriz |
| - Joaquin Phoenix – Joker como Arthur Fleck / Joker - Christian Bale – Ford v. Ferrari como Ken Miles - Antonio Banderas – Dolor y gloria como Salvador Mallo - Adam Driver – Marriage Story como Charlie Barber - Jonathan Pryce – The Two Popes como Cardeal Jorge Mario Bergoglio | - Renée Zellweger – Judy como Judy Garland - Cynthia Erivo – Harriet como Harriet Tubman - Scarlett Johansson – Marriage Story como Nicole Barber - Saoirse Ronan – Little Women como Josephine "Jo" March - Charlize Theron – Bombshell como Megyn Kelly                                                                                            |
| Melhor atuação em filme de comédia ou musical | |
| Ator | Atriz |
| - Taron Egerton – Rocketman como Elton John - Daniel Craig – Knives Out como Benoit Blanc - Roman Griffin Davis – Jojo Rabbit como Jojo Betzler - Leonardo DiCaprio – Once Upon a Time in Hollywood como Rick Dalton - Eddie Murphy – Dolemite Is My Name como Rudy Ray Moore        | - Awkwafina – The Farewell como Billi Wang - Ana de Armas – Knives Out como Marta Cabrera - Cate Blanchett – Where'd You Go, Bernadette como Bernadette Fox - Beanie Feldstein – Booksmart como Molly Davidson - Emma Thompson – Late Night como Katherine Newbury                                                                                   |
| Melhor atuação secundária em filme – drama, comédia ou musical | |
| Ator Secundário | Atriz Secundária |
| - Brad Pitt – Once Upon a Time in Hollywood como Cliff Booth - Tom Hanks – A Beautiful Day in the Neighborhood como Fred Rogers - Anthony Hopkins – The Two Popes como Papa Bento XVI - Al Pacino – The Irishman como Jimmy Hoffa - Joe Pesci – The Irishman como Russell Bufalino   | - Laura Dern – Marriage Story como Nora Fanshaw - Kathy Bates – Richard Jewell como Barbara "Bobi" Jewell - Annette Bening – The Report como Dianne Feinstein - Jennifer Lopez – Hustlers como Ramona Vega - Margot Robbie – Bombshell como Kayla Pospisil                                                                                           |
| Melhor Realização | Melhor Argumento |
| - Sam Mendes – 1917 - Bong Joon-ho – Gisaengchung (Parasite) - Todd Phillips – Joker - Martin Scorcese – The Irishman - Quentin Tarantino – Once Upon a Time in Hollywood | - Quentin Tarantino – Once Upon a Time in Hollywood - Noah Baumbach – Marriage Story - Bong Joon-ho e Han Jin-won – Gisaengchung (Parasite) - Anthony McCarten – The Two Popes - Steven Zaillian – The Irishman |
| Melhor Banda Sonora original | Melhor Canção original |
| - Hildur Guðnadóttir – Joker - Alexandre Desplat – Little Women - Randy Newman – Marriage Story - Thomas Newman – 1917 - Daniel Pemberton – Motherless Brooklyn | - "(I'm Gonna) Love Me Again" (Elton John, Bernie Taupin) – Rocketman - "Beautiful Ghosts" (Andrew Lloyd Webber, Taylor Swift) – Cats - "Into the Unknown" (Kristen Anderson-Lopez, Robert Lopez) – Frozen 2 - "Spirit" (Beyoncé, Timothy McKenzie, Ilya Salmanzadeh) – The Lion King - "Stand Up" (Joshuah Brian Campbell, Cynthia Erivo) – Harriet |
| Melhor Filme de Animação | Melhor Filme em Língua estrangeira |
| - Missing Link - Frozen 2 - How to Train Your Dragon: The Hidden World - The Lion King - Toy Story 4 | - Gisaengchung (Parasite) ( Coreia do Sul) - The Farewell ( Estados Unidos) - Les Misérables ( França) - Dolor y gloria ( Espanha) - Portrait de la jeune fille en feu ( França) |

#### Filmes com múltiplas nomeações
| Nomeações | Filmes                        |
| --------- | ----------------------------- |
| 6         | Marriage Story                |
| 5         | The Irishman                  |
| 5         | Once Upon a Time in Hollywood |
| 4         | Joker                         |
| 4         | The Two Popes                 |
| 3         | 1917                          |
| 3         | Knives Out                    |
| 3         | Gisaengchung (Parasite)       |
| 3         | Rocketman                     |
| 2         | Bombshell                     |
| 2         | Dolemite Is My Name           |
| 2         | The Farewell                  |
| 2         | Frozen 2                      |
| 2         | Harriet                       |
| 2         | Jojo Rabbit                   |
| 2         | The Lion King                 |
| 2         | Little Women                  |
| 2         | Dolor y gloria                |

#### Filmes com múltiplos prêmios
| Prêmios | Filmes                        |
| ------- | ----------------------------- |
| 3       | Once Upon a Time in Hollywood |
| 2       | 1917                          |
| 2       | Joker                         |
| 2       | Rocketman                     |

### Televisão
| Melhor série | Melhor série |
| Drama | Comédia ou Musical |
| --- | --- |
| - Succession - Big Little Lies - The Crown - Killing Eve - The Morning Show | - Fleabag - Barry - The Kominsky Method - The Marvelous Mrs. Maisel - The Politician |
| Melhor atuação em série de drama | |
| Ator | Atriz |
| - Brian Cox – Succession como Logan Roy - Kit Harington – Game of Thrones como Jon Snow - Rami Malek – Mr. Robot como Elliot Alderson - Tobias Menzies – The Crown como Príncipe Philip, Duque de Edimburgo - Billy Porter – Pose como Pray Tell                                     | - Olivia Colman – The Crown como Rainha Elizabeth II - Jennifer Aniston – The Morning Show como Alex Levy - Jodie Comer – Killing Eve como Oksana Astankova / Villanelle - Nicole Kidman – Big Little Lies como Celeste Wright - Reese Whiterspoon – The Morning Show como Bradley Jackson                 |
| Melhor atuação em série de comédia ou musical | |
| Ator | Atriz |
| - Ramy Youssef – Ramy como Ramy Hassan - Michael Douglas – The Kominsky Method como Sandy Kominsky - Bill Hader – Barry como Barry Berkman / Barry Block - Ben Platt – The Politician como Payton Hobart - Paul Rudd – Living with Yourself como Miles Elliot / Miles Elliot's Clone | - Phoebe Waller-Bridge – Fleabag como Fleabag - Christina Applegate – Dead to Me como Jen Harding - Rachel Brosnahan – The Marvelous Mrs. Maisel como Miriam "Midge" Maisel - Kirsten Dunst – On Becoming a God in Central Florida como Krystal Stubbs - Natasha Lyonne – Russian Doll como Nadia Vulvokov |
| Melhor atuação em minissérie ou filme para televisão | |
| Ator | Atriz |
| - Russell Crowe – The Loudest Voice como Roger Ailes - Christopher Abbott – Catch-22 como Capt. John Yossarian - Sacha Baron Cohen – The Spy como Eli Cohen / Kamel Amin Thaabet - Jared Harris – Chernobyl como Valery Legasov - Sam Rockwell – Fosse/Verdon como Bob Fosse         | - Michelle Williams – Fosse/Verdon como Gwen Verdon - Kaitlyn Dever – Unbelievable - Joey King – The Act como Gypsy Rose Blanchard - Helen Mirren – Catherine the Great como Catarina, a Grande - Merritt Wever – Unbelievable como Det. Karen Duvall                                                      |
| Melhor atuação secundária em série, minissérie ou filme para televisão | |
| Ator secundário | Atriz secundária |
| - Stellan Skarsgård – Chernobyl como Boris Shcherbina - Alan Arkin – The Kominsky Method como Norman Newlander - Kieran Culkin – Succession como Roman Roy - Andrew Scott – Fleabag como O Padre - Henry Winkler – Barry como Gene Cousineau                                         | - Patricia Arquette – The Act como Dee Dee Blanchard - Helena Bonham Carter – The Crown como Princesa Margaret - Toni Collette – Unbelievable como Det. Grace Rasmussen - Meryl Streep – Big Little Lies como Mary Louise Wright - Emily Watson – Chernobyl como Ulana Khomyuk                             |
| Melhor minissérie ou filme para televisão | |
| - Chernobyl - Catch-22 - Fosse/Verdon - The Loudest Voice - Unbelievable | |

#### Séries com múltiplas nomeações
| Nomeações | Séries                    |
| --------- | ------------------------- |
| 4         | Chernobyl                 |
| 4         | The Crown                 |
| 4         | Unbelievable              |
| 3         | Barry                     |
| 3         | Big Little Lies           |
| 3         | Fleabag                   |
| 3         | Fosse/Verdon              |
| 3         | The Kominsky Method       |
| 3         | The Morning Show          |
| 3         | Succession                |
| 2         | The Act                   |
| 2         | Catch-22                  |
| 2         | Killing Eve               |
| 2         | The Loudest Voice         |
| 2         | The Marvelous Mrs. Maisel |
| 2         | The Politician            |

#### Séries com múltiplos prêmios
| Prêmios | Séries     |
| ------- | ---------- |
| 2       | Succession |
| 2       | Fleabag    |
| 2       | Chernobyl  |